# Švédský teplokrevník
Švédský teplokrevník je plemeno koní, které bylo vyšlechtěno ve Strömsholmu a Flyinge ve Švédsku. Vyšlechtěno bylo z koní dovezených v 17. století z Dánska, Německa, Anglie, Maďarska, Francie, Ruska, Španělska a Turecka.Tito koně byli velmi rozmanití, ale po vyšlechtění se stali teplokrevnými.

## Původ
Švédský teplokrevník byl vyšlechtěn v 17. století. Za tímto účelem byly dováženy silné a zdravé koně. V 19. a 20. století byli zkříženi s arabskými plnokrevníky,hannoverskými a trakénskými koni, díky čemuž se plemeno stalo ještě odolnějším. Heristal byl potomkem anglického jezdeckého koně Hyperion, který měl dominantní vliv na plemeno. Vytvořil 15 hřebců a 44 klisen, které byly zapsány do plemenné knihy.

## Využití
Švédský teplokrevník se využívá jako jezdecký kůň, na což se hodí pro své jednoduché přímé kroky. Je však také velmi všestranný. Koně jsou vyváženy do celé Evropy a ve Spojených států.

## Charakteristika
Švédský teplokrevník může mít jakoukoliv barvu (i když některé barvy spojené s letálními faktory vylučují hřebce od chovného schválení). Nejběžnějšími barvami jsou kaštan, hnědá nebo tmavě hnědá. Praví černí jsou vzácní. Výška se pohybuje od 163 cm do 173 cm.